# (1032) Pafuri
(1032) Pafuri – planetoida z pasa głównego asteroid okrążająca Słońce w ciągu 5 lat i 194 dni w średniej odległości 3,13 au. Została odkryta 30 maja 1924 roku w Union Observatory w Johannesburgu przez Harry’ego Wooda. Nazwa planetoidy pochodzi od rzeki Pafuri w północnym Transwalu, RPA. Przed jej nadaniem planetoida nosiła oznaczenie tymczasowe (1032) 1924 SA.